# (411) Ксанта
(411) Ксанта (др.-греч. Ξανθή) — астероид из главного пояса, который был открыт 7 января 1896 года французским астрономом Огюстом Шарлуа в обсерватории Ниццы и назван в честь океаниды по имени Ксанфа (Ксанта).

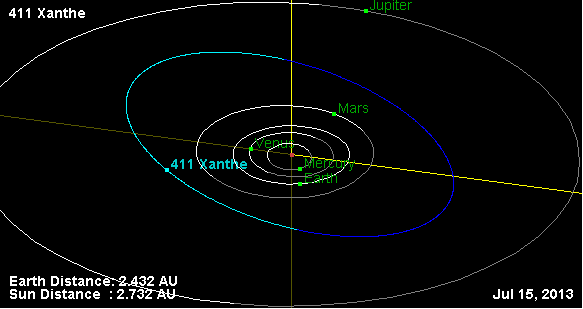
Орбита астероида Ксанта и его положение в Солнечной системе